# Pàralos
La  Pàralos  i la Salamínia  foren dues trieres (trirrems gregues) sagrades (hierai triereis) de la ciutat d'Atenes en època clàssica de Pèricles i altres. Hi ha una tercera trieres, la Delia, que alguns han identificat com a coincident amb alguna de les anteriors. Sembla confirmat que es tractava d'un tercer vaixell.
Les seves tripulacions estaven formades per ciutadans voluntaris i escollits que cobraven un sou permanent a càrrec de la ciutat.
- Trieres, en grec τριήρης, plural τριήρεις.

## Funcions principals
El seu servei més important, en cas de guerra, era el militar. A més de les funcions bèl·liques servien per a transportar ambaixadors i persones importants. I com a portadores de notícies urgents.

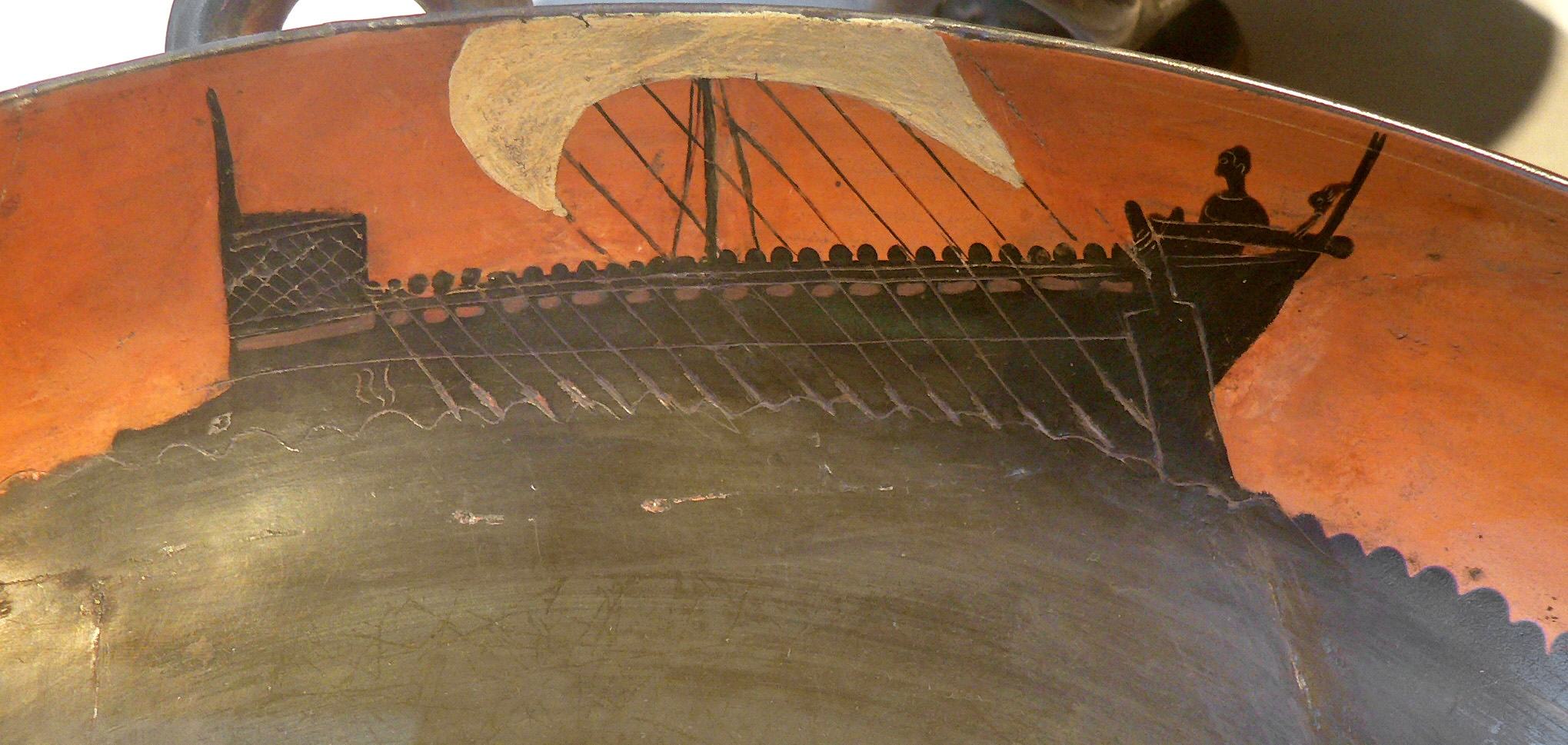
Pentecóntera pintada en un cílix a la BNF. Una trieres tenia un aspecte semblant, amb molts més rems.

La Pàralos s'usava en actes religiosos (anomenats “theoria”) i per a anar a Delfos a consultar l'oracle. La tripulació de la Pàralos ("paralitoi" o "paraloi") tenia fama de defensar els drets del poble i la democràcia.
El 405 aC la flota atenenca fou derrotada a Egospòtams per Lisandre. Conó es va escapar amb 8 vaixells i va buscar asil a Xipre on governava el seu amic Evàgores I. Una de les naus que varen fugir fou la Pàralos. L'estratagema de la fugida va consistir en que Conó i els seus anaren a la platja de Làmpsac i recolliren les veles i les exàrcies dels enemics. La retirada es feu a vela, amb vent favorable i l'enemic no pogué agafar-los, només perseguint-los amb els rems.
La Salamínia era la que portava a Atenes els ciutadans que havien de ser jutjats. En la seva absència no hi podia haver execucions. (En el cas de Sòcrates la seva mort fou ajornada un mes, fins que va tornar la nau esmentada). El darrer viatge documentat de la Salamínia fou amb Ifícrates anant cap a Corfú (373 aC).

## Cost
Mantenir dues naus i dues tripulacions permanents implicava uns costos importants. Per a supervisar les despeses hi havia un tresorer per a cada vaixell que era escollit a mà alçada en l'Assemblea. Els remers cobraven 4 òbols diaris, encara que no treballessin. Una paga important per a l'època. Considerant únicament un nombre de remers de 170 per a cada nau i afegint altres càrrecs necessaris, així com les despeses de manteniment, és fàcil de calcular la importància del cost anual i la necessitat dels tresorers administradors.

## Altres vaixells sagrats
A més de les citades més amunt (Pàralos, Salamínia, Delia) s'han conservat els noms d'altres trieres estatals: 
- Ammonias, esmentada per Aristòtil i Demóstenes. Emprada per Filip de Macedònia per a desembarcar a Marató.
- Periplous (o Peripolus), usada per Alexandre el Gran (vegeu Flavi Arrià).